# Malocchio (film)
Malocchio è un film del 1975 diretto da Mario Siciliano. Il film è conosciuto anche con il titolo Eroticofollia.

## Trama
Alcune persone che sono intorno al ricco playboy Peter Crane muoiono in circostanze misteriose, e lui comincia ad avere incubi che è a che fare con quelle morti.

## Distribuzione
Il film fu distribuito nel 1975 con il divieto ai minori di anni 18.